# Parc national de Kelimutu
Le parc national de Kelimutu (Taman Nasional Kelimutu) est un parc national situé sur l'île de Florès en Indonésie. 

## Protection
Certaines espèces végétales en voie de disparition y sont protégées, telles que : Toona spp, Anthocephalus cadamba, Canarium spp, Diospyros ferra, Alstonia scholaris, Schleichera oleosa, Casuarina equisetifolia et Anaphalis javanica. On peut également y trouver certains animaux en voie de disparition, tels que : le Cerf rusa, le sanglier, la sauvagine rouge, Elanus sp. et le drongo sp. (Dicrurus sulphurea).
Les quatre mammifères endémiques du parc comprennent deux rongeurs montagnards : Bunomys naso et le rat de Hainald (Rattus hainaldi).
Dans cette zone on trouve également un arboretum, une mini jungle (4,5 ha) représentant la biodiversité de la flore du parc national. L'arboretum se compose de 78 types de plantes arborescentes qui sont regroupées en 36 familles. Certaines des collections de la flore endémique de Kelimutu sont uta onga (Begonia kelimutuensis), turuwara (Rhododendron renschianum), et arngoni (Vaccinium varingiaefolium).